# Zoltan Hunyady
Zoltan Hunyady (ur. 16 sierpnia 1974) – kanadyjski zapaśnik węgierskiego pochodzenia. Srebrny medal na igrzyskach i brązowy na mistrzostwach panamerykańskich w 2003. Szósty w Pucharze Świata w 2002. W 2000 roku występował dla Węgier, zajął dziesiąte miejsce w mistrzostwach Europy. Zawodnik University of Guelph.